# Pacówka
Pacówka – przysiółek wsi Pobołowice-Kolonia w Polsce położony w województwie lubelskim, w powiecie chełmskim, w gminie Żmudź.
W latach 1975–1998 przysiółek należał administracyjnie do województwa chełmskiego.